# Гроттаммаре
Гроттаммаре, Ґроттаммаре (італ. Grottammare) — муніципалітет в Італії, у регіоні Марке,  провінція Асколі-Пічено.
Гроттаммаре розташоване на відстані близько 170 км на північний схід від Рима, 80 км на південь від Анкони, 28 км на північний схід від Асколі-Пічено.
Населення — 15 965 осіб (2014).
Щорічний фестиваль відбувається 10 липня. Покровитель — San Paterniano.

## Демографія
Населення за роками:

Станом на 1 січня 2023 року в муніципалітеті офіційно проживало 949 іноземців з 68 країн, серед них 232 громадяни країн Євросоюзу та 40 громадян України.

## Сусідні муніципалітети
- Аккуавіва-Пічена
- Купра-Мариттіма
- Рипатрансоне
- Сан-Бенедетто-дель-Тронто